# Cormobates placens
Cormobates placens là một loài chim trong họ Climacteridae.